# Schistomitrium mucronifolium
Schistomitrium mucronifolium är en bladmossart som beskrevs av Fleischer 1904. Schistomitrium mucronifolium ingår i släktet Schistomitrium och familjen Dicranaceae. Inga underarter finns listade i Catalogue of Life.